# Грачаничко језеро
Грачаничко језеро, познато још и као Бадовачко језеро, је вештачка акумулација на реци Грачанки, два клометра изнад Грачанице, подигнута 1963 – 1966. године ради снабдевања Приштине водом. Брана висине 52 m, ширине 246 m, саграђена је у Бадовачком теснацу, испод Андровачке планине, близу рудника „Кишница“. Кад је пуно, језеро је дугачко 3,5 km, а широко до 500 m, највећа дубина му је 30 m, а укупна запремина 26 милиона кубних метара воде. 
Приликом његове изградње расељена су српска насеља Ново Село, у појасу језерских вода, и Бадовац, испод бране. С њима су потопљени и остаци старе цркве св. Арханђела и гробље у Новом Селу.